# Propsteikirche St. Gertrud von Brabant

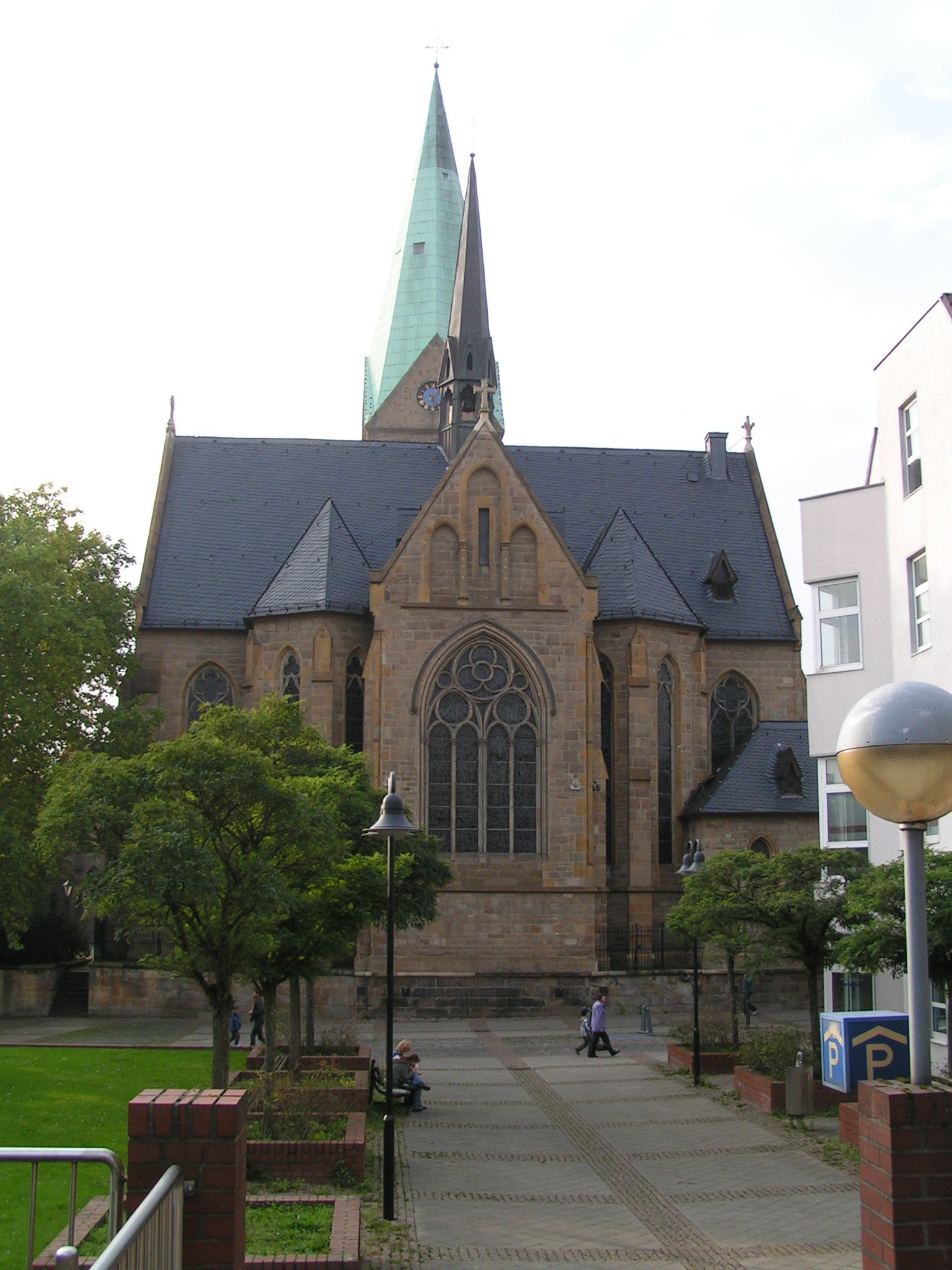
Die Gertrudis im September 2007

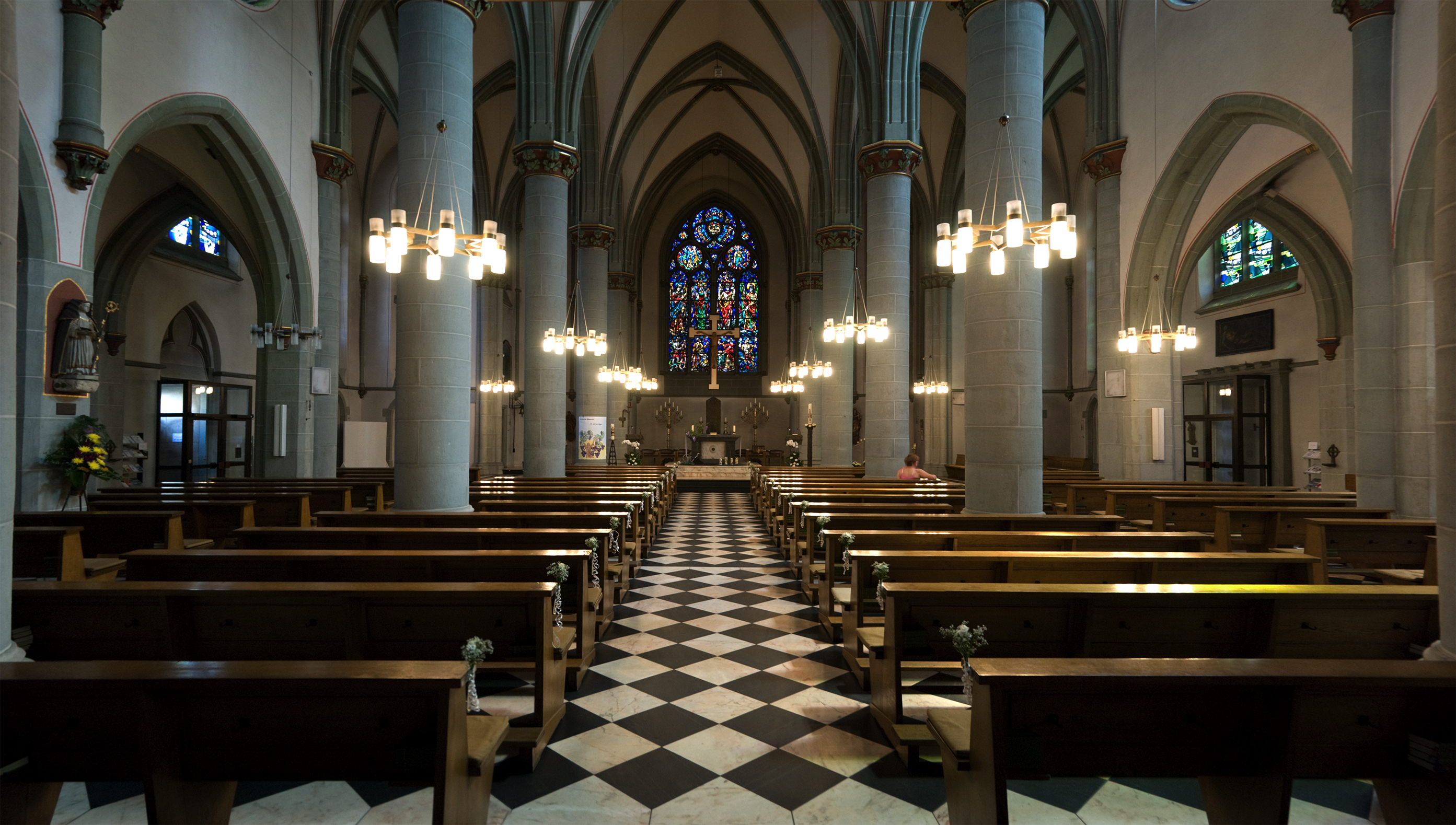
Innenansicht

Die Propsteikirche St. Gertrud von Brabant ist eine katholische Kirche in Wattenscheid, einem Stadtbezirk von Bochum (Nordrhein-Westfalen).

## Geschichte und Architektur
Das Gebäude steht im Zentrum der bis 1974 selbstständigen Stadt Wattenscheid. Es wurde auf den Ausläufern eines sich von Osten nach Westen hinziehenden Hügels, in einer beherrschenden Lage, als Kirchenburg errichtet. Die Anlage wurde in Notzeiten als Zufluchtsort genutzt. Bodenfunde verweisen auf drei Kirchenbauten, die bis ins 9. Jahrhundert zurückreichen. Der Überlieferung nach geht die Kirche auf die Frühzeit der Christianisierung zurück. Schutzpatronin ist Gertrud von Nivelles. Die erste karolingische Kirche wurde um 800 gebaut. Sie war ein flacher ungewölbter Saalbau mit einer Breite von 8 Metern. Sie war wohl eine der ersten Pfarrkirchen an der fränkisch-sächsischen Grenze nach der Christianisierung. Die Kirche muss das Taufrecht gehabt haben, unterhalb der Fundamente des Turmes wurden Reste eines sehr alten Brunnens gefunden. Das Gebäude wurde im 12. Jahrhundert abgebrochen und durch eine größere romanische Basilika ersetzt. Diese etwa 12 bis 13 Meter breite Kirche wurde 1435 bei einem Brand zerstört. Es wurde an der Stelle eine 18 Meter breite, gotische Halle errichtet. Nach einem Stadtbrand im Jahr 1635 wurde sie erhöht und bekam nach 1800 ein neues Dach in Form eines Eselsrückenquerschnitts. Die Kirche wurde abgebrochen, weil die Anzahl der Gemeindemitglieder stark gestiegen war, und durch die heutige ersetzt.
Die heutige Kirche ist ein fünfschiffiges Kirchengebäude im Stil der Neugotik. Sie wurde in den Jahren 1868 bis 1872 nach den Plänen des Dombaumeisters Arnold Güldenpfennig errichtet und gehört somit zur Epoche des Historismus. Vor dem Chor ist ein mit dem Langhaus gleich hohes Querschiff, es ist mit einem mehrteiligen Kreuzrippengewölbe ausgestattet. Wenige Jahre nach der Errichtung des Gebäudes wurden starke Schäden sichtbar, die dem Bergbau zugerechnet wurden. Auf Kosten der Schachtanlage wurden 1890 Zuganker kreuz und quer eingebaut. Bei Untersuchungen in den Jahren von 1974 bis 1975 wurde festgestellt, dass nicht der Bergbau, sondern zu hohe Bodenlasten, wie z. B. die Turmaufstockung und zu kleine und schlechte Fundamente verantwortlich waren. Um eine fortlaufende Senkung des Turmes aufzuhalten, wurden von 1976 bis 1977 starke Fundamentverstärkungen eingepresst.
In einem Seitentrakt befindet sich ein Kriegerdenkmal hinter einem freistehenden Altar. Es handelt sich um eine mit handgemachten Riemchen verklinkerte, bogenartig gestaltete Wand.

## Ausstattung
- Das über 1000 Jahre alte steinerne Taufbecken stellt das Leben Jesu dar. Es wird von vier Löwen getragen.

## Kirchturm
Der Kirchturm im romanischen Stil wurde im 12. Jahrhundert gebaut, er hat eine Höhe von 65 m. Er ist wesentlich älter als die heutige Kirche und wurde von Güldenpfennig in den Bau mit eingezogen. Der Turm wurde in früherer Zeit als Wehrturm genutzt. Er wurde mehrfach, letztmals 1895, aufgestockt und erhielt mit den vier gerahmten Giebeldreiecken einen fast klassizistisch anmutenden Abschluss.

## Glocken
Das Geläut der Propsteikirche bildet das schwerste und umfangreichste Geläut der Stadt Bochum.
| Nr. | Name                 | Nominal | Durchmesser | Gewicht  | Gussjahr | Gießer                  | Material  |
| --- | -------------------- | ------- | ----------- | -------- | -------- | ----------------------- | --------- |
| 1   | Suitbert             | gis°+8  | 2.119 mm    | 4.780 kg | 1948     | Bochumer Verein         | Gussstahl |
| 2   | Gertrud              | h°+8    | 1.782 mm    | 3.715 kg | 1948     | Bochumer Verein         | Gussstahl |
| 3   | Viktor               | cis′+7  | 1.587 mm    | 2.765 kg | 1948     | Bochumer Verein         | Gussstahl |
| 4   | Gertrud              | cis′+6  | 1.470 mm    | 1.940 kg | 1779     | Christian Wilhelm Voigt | Bronze    |
| 5   | Blandina             | dis′    | ?           | 1.400 kg | 1948     | Bochumer Verein         | Gussstahl |
| 6   | Maria                | fis′+7  | 1.189 mm    | 1.220 kg | 1948     | Bochumer Verein         | Gussstahl |
| 7   | Bernhard             | gis′+9  | 1.059 mm    | 912 kg   | 1948     | Bochumer Verein         | Gussstahl |
| 8   | große Viertelglocke  | c″      | 920 mm      | ?        | 1898     | Bochumer Verein         | Gussstahl |
| 9   | kleine Viertelglocke | e″      | 630 mm      | ?        | 1898     | Bochumer Verein         | Gussstahl |
| 10  | Dachreiterglocke     | cis″+8  | 683 mm      | 211 kg   | 1994     | Petit & Edelbrock       | Bronze    |

Quelle: Glockenkatalog Bistum Essen.